# 工党
工党（こうとう）は1987年11月1日に結成された台湾の政党。
民進党立法委員の王義雄が労働運動発展と台湾独立の主張が党内で非主流派となったことから、民進党を離党し新党として工党が結成された。工党には労働組合の知識人が数多く参加している。
工党の党旗は緑地に黄色の七星というデザインであり、中央の大きい星は労働者を表し、それを取り囲む6つの小さい星はそれぞれ農民、漁民、婦女、少数民族、中小企業、知識人を表し、7つの集団の団結を表している。党是としては労働者の権利の保護と権益の獲得、民主・自由・平等の実現と台湾と中国の平和的統一を主張している。結党時の党主席は王義雄、副主席は羅美文、秘書長は蘇慶黎である。
工党結党時はある程度の世論支持を獲得したが、1988年5月に内部抗争が発生すると、羅美文は統一色が強く、労働組合を支持母体とする勢力を結集して幹部聯誼会を組織、1988年末には工党を離党し、新に台湾労働党を結党した。工党と労働党の衝突は工党の発展に大きな影響を与え、1989年の選挙では高雄市議の張益郎を除く、立法委員及び県市長選挙で全滅、王義雄は選挙の責任を取り党主席を辞任、新に鄭昭明が党主席に就任した。
工党は長期にわたり選挙で候補者を擁立しておらず、また台湾の各レベルの議会にも議席を有していない現状、台湾政治に与える影響力はない。